# Évaux-les-Bains
 Évaux-les-Bains  es una comuna (municipio) de Francia, en la región de Lemosín, departamento de Creuse, capital del distrito de Aubusson. Es la cabecera y la mayor población del cantón de su nombre. 
Su población en el censo de 1999 era de 1.545 habitantes.
Es una ciudad balneario, cuya hidroterapia se remonta a la época galo-romana. La ciudad cuenta con una piscina municipal, un casino, un cine y dos escuelas.
Está integrada en la Communauté de communes d’Évaux-les-Bains et de Chambon-sur-Voueize.

## Lugares de interés
- Abbatiale Saint-Pierre-Saint-Paul de Évaux-les-Bains (fr), iglesia abacial, monumento histórico de Francia desde 1841.

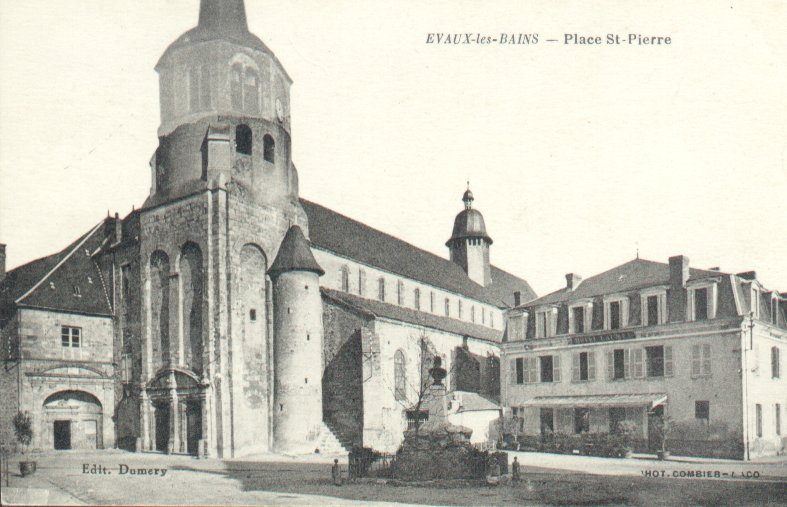
Iglesia de San Pedro.